# Sámuel Jósika
Sámuel (Samu) Jósika de Branyicska (n. 23 august 1848, Salzburg, Imperiul Austriac – d. 4 iunie 1923, Cluj, România) a fost un politician maghiar, care a ocupat funcția de ministru regal între 1895 și 1898. După Tratatul de la Trianon a fost liderul principalului partid al minorității maghiare (Országos Magyar Párt) din Transilvania, după ce a devenit parte a Regatului României.

## Legături externe
- Magyar Életrajzi Lexikon